# Klimatické vzdělávání
Klimatické vzdělávání, či vzdělávání v oblasti změny klimatu – anglicky Climate change education (CCE) je vzdělávání, jehož cílem je řešit a rozvíjet účinné reakce na změnu klimatu. Pomáhá studentům porozumět příčinám a důsledkům změny klimatu, připravuje je na život s dopady změny klimatu a dává jim možnost přijmout vhodná rozhodnutí směřující udržitelnějšímu životního stylu. Klimatické vzdělávání vychází ze vzdělávání pro udržitelný rozvoj (ESD). Změna klimatu a vzdělávání v oblasti změny klimatu jsou globálními výzvami, které lze zakotvit v kurikulích s cílem poskytnout místní vzdělávání a rozšířit myšlenkové záběry o tom, jak lze změnu klimatu zmírnit. V takovém případě je klimatické vzdělávání více než jen gramotnost v oblasti změny klimatu, musí přinášet i pochopení způsobů, jak se s klimatickými změnami vypořádat.
Klimatické vzdělávání pomáhá tvůrcům politik pochopit naléhavost a důležitost zavedení mechanismů boje proti změně klimatu v národním i globálním měřítku. Komunity se dozvídají o tom, jak je změna klimatu ovlivní, co mohou udělat, aby se ochránily před negativními důsledky, a jak mohou snížit svou vlastní klimatickou stopu. Pomáhá zejména zvýšit odolnost již tak zranitelných komunit, které budou změnou klimatu postiženy s největší pravděpodobností.

## Klimatické vzdělávání v různých světových iniciativách

### Pařížská dohoda z roku 2015
Pařížská dohoda přijatá Organizací spojených národů v roce 2015 zdůrazňuje v článku 12 vzdělávání v oblasti změny klimatu jako klíčové opatření k dosažení zmírnění nebezpečných antropogenních zásahů do klimatického systému.

### Cíle udržitelného rozvoje OSN
Vzdělávání v oblasti změny klimatu je zdůrazněno také v Cílech udržitelného rozvoje (SDGs) Organizace spojených národů v podcíli 13.3.

### Program klimatického vzdělávání UNESCO pro Program udržitelného rozvoje
Program klimatického vzdělávání UNESCO pro Program udržitelného rozvoje (CCESD) byl založen v roce 2010 a jeho cílem je pomoci lidem porozumět změně klimatu rozšířením aktivit v oblasti vzdělávání o změně klimatu v neformálním vzdělávání prostřednictvím médií, vytváření sítí a partnerství. Je založen na holistickém přístupu vzdělávání pro udržitelný rozvoj (Education for Sustainable Development, ESD), který do vzdělávání začleňuje klíčové otázky udržitelného rozvoje, jako je změna klimatu, snižování rizika katastrof a další, a to způsobem, který řeší vzájemnou závislost environmentální udržitelnosti, ekonomické životaschopnosti a sociální spravedlnosti. Podporuje participativní metody výuky a učení, které motivují a posilují studenty ke změně jejich chování a k činnosti ve prospěch udržitelného rozvoje. Program se snaží pomoci lidem pochopit dopady současného globálního oteplování a zvýšit „klimatickou gramotnost“, zejména mezi mladými lidmi, a usiluje o to, aby se vzdělávání stalo ústřední součástí mezinárodní reakce na změnu klimatu. UNESCO spolupracuje s národními vládami na začlenění klimatického vzdělávání do národních učebních plánů a na vývoji inovativních výukových a vzdělávacích přístupů, které k tomu slouží.

## Problémy zavádění klimatického vzdělávání
Při analýze vzdělávacích iniciativ klimatického vzdělávání se ukazuje, že je třeba vzdělávání rozšířit a více se zaměřit na zmírňování a přizpůsobování se změně klimatu – zatím se vysoké procento iniciativ se zaměřuje na příčiny klimatických změn a na vědecké poznatky, které se za nimi skrývají, zatímco jen velmi málo z nich se zabývá otázkami zmírňování a přizpůsobování, využívání technologií nebo provádění opatření a řešení.

## Příklady klimatického vzdělávání v některých státech

### Česká republika
Ačkoliv mladí Češi považují klimatické změny za největší globální problém s extrémní naléhavostí, české školy se tématu věnují většinou velmi okrajově a případně hlavně ve formě vysvětlování vědeckých faktů. To podle odborníků vzhledem ke komplexnosti a míře dopadů problému klimatických změn na život nastupující generace zdaleka nestačí. Ministerstvo školství výraznější zahrnutí tématu do vyučování základních a středních škol připravuje. Učitelé, kteří se ve výuce svých žáků chtějí věnovat změně klimatu, mohou najít inspiraci na novém portálu Učím o klimatu. Připravilo jej sedm organizací, mimo jiné Člověk v tísni, Tereza a Učitelé za klima. Na webu najdou zájemci přes 30 lekcí do výuky, metodickou podporu, publikace a další materiály. Připravené materiály jsou pedagogům k dispozici zdarma.

### Dánsko
Dánsko a jeho sousední země začaly v 90. letech 20. století spolupracovat na formulaci politiky pro rozvoj vzdělávání pro všechny. Dánsko sice v roce 2005 podepsalo deklaraci Evropské hospodářské komise OSN (EHK OSN) o vzdělávání pro udržitelný rozvoj (VUR), ale strategii přijalo až v roce 2009, tedy těsně před polovinou Dekády pro vzdělávání pro udržitelný rozvoj (DESD). Ministerstvo školství, které se stalo odpovědným za DESD, uspořádalo před přijetím strategie v roce 2009 konzultační proces o tom, jak podporovat VUR.
Summit OSN o klimatu (COP 15), který se konal v prosinci 2009 v Dánsku, byl impulsem k rozvoji řady národních politických iniciativ v oblasti VUR. Byla vypracována národní strategie pro VUR s významným prvkem týkajícím se změny klimatu. Cílem strategie je zvýšit odpovědnost občanů za jejich jednání prostřednictvím zlepšení jejich vědeckých znalostí. Strategie v oblasti VUR uvádí, že změna klimatu by neměla být jediným zaměřením VUR, ačkoli konkrétní iniciativy, které jsou součástí strategie, většinou podporují projekty a aktivity v oblasti klimatického vzdělávání, které byly součástí příprav COP 15.
Nové národní školní osnovy přijaté v roce 2009 zahrnují prvky vzdělávání pro udržitelný rozvoj a klimatického vzdělávání. Koncept udržitelnosti byl zakotven v cílech popisujících vzájemné vztahy mezi přírodou a společností. Ke klimatickému vzdělávání se většinou přistupuje jako k výuce klimatologie, ale byla zahrnuta i do předmětů, jako je zeměpis a společenské vědy, kde se zkoumají vzájemné vztahy mezi lidským chováním, spotřebou a klimatem.[1]
V oblasti technického a odborného vzdělávání a přípravy (TVET) nedošlo k žádné explicitní změně politiky, která by se týkala zvyšování kvalifikace v reakci na změny klimatu a environmentální problémy. Je však důležité poznamenat, že dánský sektor TVET již dříve reflektoval dovednosti související s ekologickou modernizací v oblastech, jako je výroba energie, nakládání s odpady a zemědělství. Zatímco nová vláda označila ekonomickou a environmentální krizi spojenou se změnou klimatu za důležitou, vzdělávání je zmiňováno pouze v souvislosti s ekonomickou krizí. V souvislosti se vzděláváním není zmíněna žádná změna klimatu ani udržitelnost a v dokumentaci platformy k „zelenému přechodu“ není vzdělávání zmíněno. Celkově nebyla stanovena žádná politická strategie na podporu vzdělávání pro udržitelný rozvoj, klimatického vzdělávání nebo „ekologizace“ TVET v rámci vládní politiky udržitelného rozvoje a změny klimatu. Vládní iniciativy podporují projekty vedené nevládními organizacemi, jejichž cílem je zvýšit povědomí obyvatelstva o změně klimatu. Byla vytvořena národní síť pro VUR, která byla financována do roku 2013.

### Itálie
Podle vyjádření italských úřadů Itálie jako první na světě zavedla do škol předmět o klimatu. Od školního roku 2020/21 začaly všechny státní školy vyučovat předmět o změnách klimatu s dotací 33 hodin ročně. Z perspektivy udržitelného rozvoje pak jsou vyučovány i předměty jako zeměpis, matematiky nebo fyzika.

### Německo
Vzdělávání zaměřené na změnu klimatu zatím nehraje v německém vzdělávacím systému hlavní roli. V oblasti školství se zatím nepodařilo systematicky zakotvit vzdělávání zaměřené na změnu klimatu do vzdělávacích standardů, vzdělávacích plánů a osnov spolkových zemí. O vzdělávání v oblasti udržitelného rozvoje se pouze uvažuje, ale zatím nebylo rozvinuto.  Četné nabídky, jako jsou výukové materiály, projekty a soutěže, řadí tuto oblast vzdělávání do značné míry do oblasti volitelné. V některých spolkových zemích je však vzdělávání zaměřené na změnu klimatu zakotveno v zákonech a plánech na ochranu klimatu, například v zákoně o ochraně klimatu Severního Porýní-Vestfálska či jako prioritní oblast činnosti v „Integrovaném plánu ochrany klimatu Hesenska“.
Vzdělávání zaměřené na změnu klimatu je také nedostatečně zastoupeno v mimoškolních vzdělávacích institucích, například ve srovnání s klasickou přírodovědnou a environmentální výchovou. Na druhou stranu existuje řada projektů a programů pro různé cílové skupiny na místní úrovni. Příkladem je síť „16 BildungszentrenKlimaschutz“, vzdělávací projekty zaměřené na změnu klimatu v rámci Plánu ochrany klimatu Hesenska a rozsáhlé vzdělávací programy zaměřené na změnu klimatu v rámci "NaturGut Ophoven" a "Umweltlernen" ve Frankfurtu.
Stále větší pozornost je věnována také komunální úrovni, pokud jde o zmírňování změny klimatu. To vyžaduje spolupráci aktérů vzdělávání zaměřeného na změnu klimatu ve všech oblastech vzdělávání, ochrany klimatu a politických strategií na místní úrovni. Na podporu spolupráce ve vzdělávacích krajinách se zaměřuje také projekt „Obec jako místo vzdělávání pro ochranu klimatu“ a projekt „Spolupráce klimatické vzdělávání a energetické poradenství“, či podobný projekt v Dolním Sasku.

### Spojené státy americké
Ve Spojených státech je v současné době schvalován zákon o klimatickém vzdělávání.
Tento zákon se zabývá důkazy o změně klimatu způsobené člověkem a potřebou vzdělávat jednotlivce ve Spojených státech. Uvádí se v něm, že Národní úřad pro oceán a atmosféru (NOAA) bude realizovat vzdělávací program o změně klimatu, který bude poskytovat lidem všech věkových kategorií příležitosti ke vzdělávání o nejnovějších technologických objevech, zavádění nových technologií, podnětech týkajících se změny klimatu, klimatické a environmentální spravedlnosti, adaptaci na změnu klimatu a její zmírňování atd. NOAA je rovněž zodpovědný za vytvoření grantového programu pro vzdělávání v oblasti změny klimatu.
NOAA je americká vědecká a regulační agentura v rámci Ministerstva obchodu Spojených států amerických, jejímž posláním je lépe porozumět a předvídat změny v našich environmentálních systémech, chránit a spravovat mořské/přímořské ekosystémy a zdroje a sdílet nashromážděné znalosti a informace.
V roce 2007 tento návrh zákona původně vytvořili senátor Barack Obama a poslanec Micheal Honda. Na základě tohoto návrhu zákona vznikne v NOAA úřad pro vzdělávání v oblasti změny klimatu. Tento úřad může v rámci schváleného rozpočtu 40 milionů dolarů poskytovat čtyři typy grantů. Je oprávněn udělovat granty těmto subjektům: státním vzdělávacím agenturám, vysokým školám a univerzitám, profesním a akademickým oborovým sdružením a organizacím mládežnických sborů. Tato problematika je řešena jak v senátním návrhu zákona (S.966), tak v návrhu zákona Sněmovny reprezentantů (H.R.2310).
Od roku 2013 přijalo více než 20 států a District of Columbia standardy Next Generation Science Standards, které podporují „klimatickou gramotnost“ s cílem lépe informovat studenty o současné klimatické krizi na Zemi pomocí aktualizovaných vědeckých informací týkajících se změny klimatu. Podle Programu pro komunikaci o změně klimatu Yaleovy Univerzity podporují Američané ve všech 50 státech vzdělávání dětí ve školách o změně klimatu.
V roce 2020 přijala Státní rada pro vzdělávání v New Jersey nové vzdělávací standardy, které zahrnují problematiku změny klimatu do všech obsahových oblastí; standardy vstoupily v platnost se školním rokem 2022/23, čímž se New Jersey stalo prvním státem USA, který tak učinil.

### Externí zdroje
- Stránky UNESCO ke klimatickému vzdělávání

- Učím o klimatu | Materiály a metodiky pro učitele. Učím o klimatu [online]. [cit. 2022-12-05]. Dostupné online.
- DANIŠ, Petr; A KOL. Klima se mění – a co my?. 1.. vyd. Praha: Ministerstvo životního prostředí, 2021. 62 s. Dostupné online. ISBN 978-80-7212-652-1.
- Klimatické vzdělávání na stránkách Spolkového ministerstva školství
- Klimatické vzdělávání na stránkách Potsdamského institutu pro výzkum klimatu